# Élie Joseph Cartan
Élie Joseph Cartan (Dolomieu, 9 aprile 1869 – Parigi, 6 maggio 1951) è stato un matematico francese, noto soprattutto per i suoi contributi fondamentali alla teoria dei gruppi di Lie e alle loro applicazioni geometriche.
Portò importanti contributi anche alla fisica matematica, alla geometria differenziale e alla teoria dei gruppi.

## Biografia
Entrò studente della École Normale Supérieure di Parigi nel 1888 e vi ottenne il dottorato nel 1894. Ebbe quindi docenze a Montpellier e a Lione, e una cattedra a Nancy nel 1903. Ottenne incarichi d'insegnamento a Parigi nel 1909, diventando professore nel 1912, e si ritirò nel 1942. Sposò Marie-Louise Bianconi ed ebbe quattro figli, il noto matematico Henri, Jean, Louis e Hélène.
A Élie Joseph Cartan la UAI ha intitolato il cratere lunare Cartan

## Opere
Come egli stesso scrisse in Notice sur les travaux scientifiques, il tema principale delle sue opere (che ammontano a 186 e vennero pubblicate nel periodo 1893–1947) fu la teoria dei gruppi di Lie. Iniziò lavorando sulle fondamenta delle algebre di Lie complesse semplici, ripulendo il lavoro precedentemente svolto da Friedrich Engel e Wilhelm Killing. Introdusse inoltre la nozione di gruppo algebrico, che non sarebbe stata sviluppata seriamente prima del 1950.
Cartan definì la nozione generale di forma differenziale anti-simmetrica, nello stile oggi in uso; il suo approccio ai gruppi di Lie attraverso le equazioni di Maurer-Cartan richiese l'uso di 2-forme per la loro formulazione. All'epoca venivano generalmente usati quelli che venivano chiamati sistemi pfaffiani. Cartan aggiunse la derivata esterna, come operazione geometrica e completamente indipendente dalle coordinate. Questo concetto porta naturalmente alla necessità di discutere le p-forme, di grado generale p. 
Con questi principi base — gruppi di Lie e forme differenziali — finì con il produrre un enorme corpo di opere, e anche alcune tecniche generali come i sistemi di riferimento mobili, che vennero gradualmente incorporate nella corrente principale matematica.
Nella Notice ha classificato i suoi lavori in 15 aree. Usando la terminologia attuale si possono presentare come segue:
1. Gruppi di Lie
2. Rappresentazioni dei gruppi di Lie
3. Numeri ipercomplessi, algebre di divisione
4. Sistemi di PDE, teorema di Cartan-Kähler
5. Teoria dell'equivalenza
6. Sistemi integrabili, teoria del prolungamento e sistemi in involuzione
7. Gruppi infinito dimensionali e pseudogruppi
8. Geometria differenziale e sistemi di riferimento mobili
9. Spazi generalizzati con gruppi di struttura e connessioni, connessione di Cartan, olonomia, tensore di Weyl
10. Geometria e topologia dei gruppi di Lie
11. Geometria riemanniana
12. Spazi simmetrici
13. Topologia dei gruppi compatti e loro spazi omogenei
14. Invarianti integrali e meccanica classica
15. Relatività generale, spinori